# Benedetto Nucci
Benedetto Nucci  (Gubbio, 1515 - 1587) est un peintre italien qui a été actif surtout dans sa ville natale, en Ombrie et dans les Marches. 

## Biographie
Benedetto Nucci a été un élève de Raffaellino del Colle.
Son fils Virgilio a été aussi peintre.

## Œuvres
- Il peccato originale e la redenzione, prédelle du retable « Immacolata Concezione », église Santa Maria Nuova, Fano.
- Triptyque de Baccaresca, peinture à l'huile montrant la Vierge à l'Enfant avec, derrière, sainte Anne, protectrice des parturientes, et à côté de saint Pierre et Jean le Baptiste, musée de Gubbio.
- Cathédrale de Gubbio :
  - Sant'Ubaldo in Cattedra (1560),
  - Madonna con Bambino e Santi (1571),
  - Incredulità di San Tommaso (1589),

## Sources
- Voir liens externes